# کاغذسازی

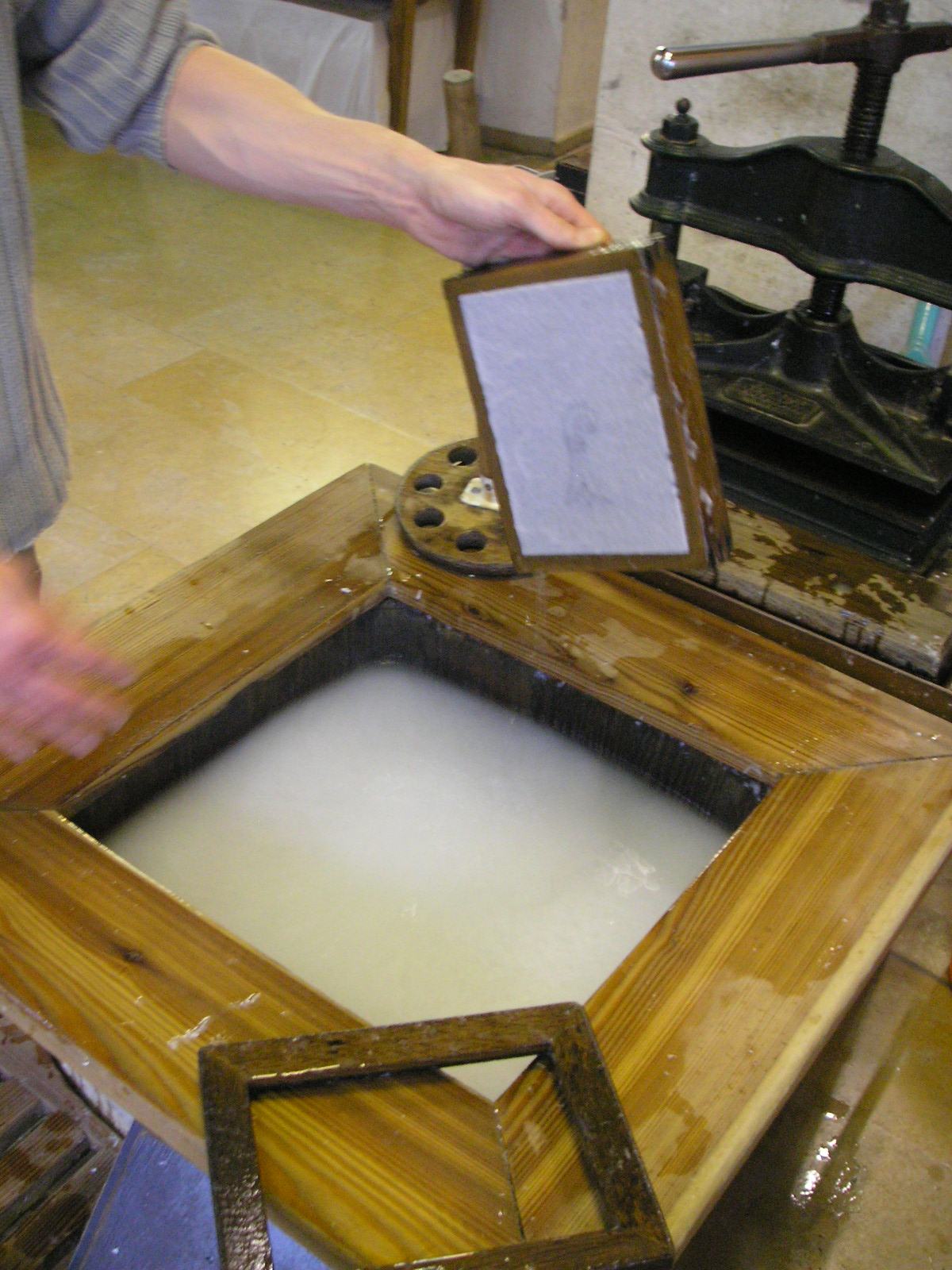

کاغذسازی به معنای تولید کاغذ است. کاغذ یک مادهٔ مصنوعی است که از مواد مختلفی به‌دست می‌آید. چوب، مادهٔ اصلی ساخت کاغذ است. کاغذ را می‌توان از پنبه، نیشکر و… نیز ساخت. برای ساخت کاغذ از دو شیوهٔ متفاوت استفاده می‌شود. 

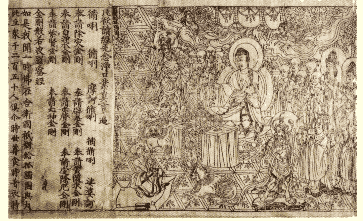

## از درخت تا کاغذ

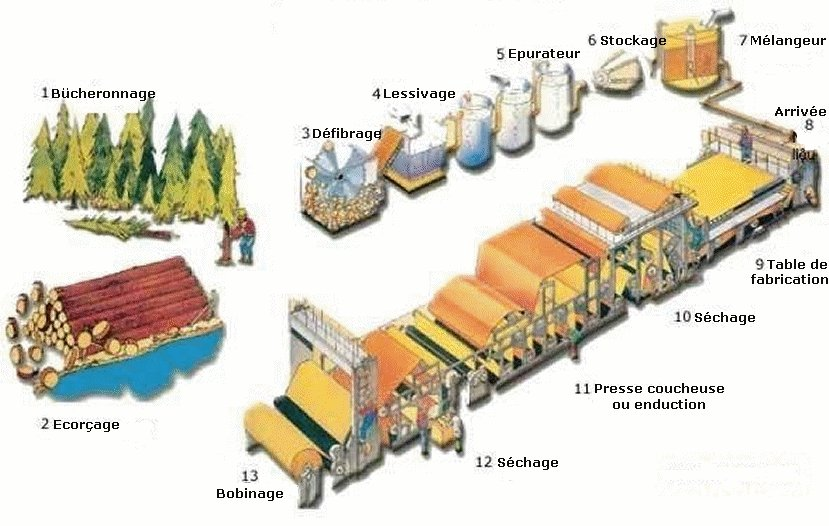

چوب، مادهٔ اصلی در تولید کاغذ است. ساخت کاغذ از چوب ۶ مرحلهٔ اصلی دارد. مراحل تهیهٔ کاغذ از چوب عبارت‌اند از:
- قطع درختان
- حمل الوار به کارخانه
- کندن پوست درختان
- تبدیل درختان به تکه‌های ریز چوب و تهیهٔ چیپس چوب
- از بین بردن رنگ زرد چوب و مخلوط چیپس چوب با آب و مواد شیمیایی (از جمله گچ، پلاستیک، آب ژاول، پتاسیم پرمنگنات و…)
- خشک کردن خمیر کاغذ و تهیهٔ کاغذ

## کاربرد مواد شیمیایی
مادهٔ اصلی سازندهٔ کاغذ، سلولز است. همچنین پلاستیک برای تولید کاغذ گلاسه (کاغذ ضدآب) مورد استفاده است.

## بازیافت کاغذ
در بازیافت کاغذ، کاغذهای باطله را خرد کرده و آن‌قدر ریز می‌شود که بتوان آن‌ها را در آب حل کرد. بازیافت کاغذ موجب صرفه‌جویی در مصرف آب و برق می‌شود. در ساخت کاغذ از درخت ۱۴۰۰ کیلووات ساعت برق مصرف می‌شود اما در بازیافت آن، ۸۴۰ کیلووات ساعت برق مصرف می‌شود.

## کاغذهای حرارتی
کاغذهای حرارتی نوعی کاغذ هستند که با مواد شیمیایی خاصی پوشش داده شده‌اند.